# Ludwig Acker
Ludwig Acker (* 17. September 1913 in Mannheim; † 25. Juli 1998) war ein deutscher Chemiker und Lebensmittelchemiker.

## Leben
Er war der Sohn des Bäckermeisters Ludwig Acker und studierte Chemie an den Universitäten Heidelberg und Frankfurt/M., das er 1939 als Diplom-Chemiker abschloss. Karl Freudenberg schlug ihm 1941 eine Arbeit über Schardinger-Dextrine vor, „eigenartige“ ringförmige Einschlussverbindungen aus Glucosebausteinen, die beim Abbau von Stärke durch Bacillus macerans entstehen. Er wählte jedoch ein anderes Thema. Nach seiner Promotion im Jahr 1943 wandte er sich der Lebensmittelchemie zu. Über zehn Jahre arbeitete er anschließend im Lebensmitteluntersuchungsamt der Stadt Frankfurt/Main. Nach seiner Habilitation 1953 war er Privatdozent an der Frankfurter Universität. 1959 wechselte er als Dozent an die Universität Gießen und als außerplanmäßiger Professor an die Universität Münster. Dort übernahm er 1965 den Lehrstuhl für Chemie und Technologie der Lebensmittel. Er wurde Direktor des Instituts für Lebensmittelchemie.

## Ehrungen
Für seine Untersuchungen über Getreidelipide und seine Forschungen über Enzymaktivitäten und über persistente Insektizide erhielt er mehrere Auszeichnungen.

## Auszeichnungen
- 1976: Wilhelm-Normann-Medaille der Deutschen Gesellschaft für Fettwissenschaft[2]
- 1980: Joseph-König-Gedenkmünze der Gesellschaft Deutscher Chemiker
- 1981: Bundesverdienstkreuz erster Klasse[3]

## Veröffentlichungen (Auswahl)
- Die Lipide der Stärken – ein Forschungsgebiet zwischen Kohlenhydraten und Lipiden, in: Fette, Seifen, Anstrichmittel, 79. Jahrgang (1977), S. 1–9 (auch Überblick über Forschungen von Acker, mit Arbeitskreisen und Lebenslauf)